# Xperia 1 V
Xperia 1 V（エクスペリア ワン マークファイブ）は、ソニーが製造するスマートフォンである。ソニーのXperiaシリーズのひとつで、ミドルレンジモデルXperia 10 Vとともに、2023年5月11日に発表された。

## 仕様
CPU (SoC)
CPUは、Snapdragon 8 Gen2を搭載。前機種のXperia1 IV(Snapdragon 8 Gen 1/12GB)から大きなパフォーマンス向上となった。
ディスプレイ
サイズは約6.5インチ。有機ELディスプレイを採用している。解像度は4K、リフレッシュレート120Hzであり、きめ細かな画像、なめらかな操作感を実現している。
内蔵メモリ・ストレージ容量
SIMフリー版ではメモリが16GBでストレージが512GB。キャリア版ではメモリが12GBでストレージが256GB。最大1TBのmicroSDカードに対応している。
バッテリー容量
バッテリー容量は5,000mAh。前作のXperia 1 IVと同容量であるが、CPU性能の向上により電力効率は約40%改善したことにより持続時間が向上している。
カメラ
4,800万画素の広角レンズ・1,200万画素の超広角レンズ・1,200万画素の望遠レンズから構成されたトリプルカメラを背面に搭載。前作のXperia 1 IVと比較し、広角レンズの画素数が約4倍に向上。また、SONYが新開発した2層トランジスタ画素積層型CMOSイメージセンサー「Exmor T for mobile」が採用され、ダイナミックレンジの拡大とノイズの低減が強化された。

## デザイン
Xperia 1 Vは、3色のカラーバリエーションがある。ブラック、プラチナシルバー、カークグリーンの6色。
側面のヘアライン加工、背面の細かい凹凸を施されたことで、滑りにくく持ちやすくなっている。